# Black Panther Party
Die Black Panther Party (BPP), ursprünglich Black Panther Party for Self-Defense, war eine sozialistische revolutionäre Bewegung, die ihren Ursprung im „Schwarzen Nationalismus“ in den USA hatte.
Besonders aktiv war die im Oktober 1966 von Huey P. Newton und Bobby Seale mit Hilfe von David Hilliard und Richard Aoki gegründete Organisation in den 1960er und 1970er Jahren. Eldridge Cleaver schloss sich den Panthers im Dezember 1966 an. Die Partei wurde gegründet, um im Interesse afroamerikanischer Gerechtigkeit bewaffneten Widerstand gegen die gesellschaftliche Unterdrückung zu leisten, aber die Ziele und Philosophie der Partei änderten sich mit der Zeit radikal.

## Anfänge
In der Geschichte des Rassismus gegen Afroamerikaner in den USA kam es in den 1960er Jahren zu den größten Bürgerrechtsbewegungen der schwarzen Bevölkerung. Malcolm X und Martin Luther King zählten zu den bekanntesten Bürgerrechtlern dieser Jahre.
Die Ermordung von Malcolm X 1965 löste landesweit schwere Unruhen aus, in deren Verlauf über 300 Schwarze von Militär und Polizei getötet wurden. Zwei junge Schwarze in West-Oakland, Kalifornien, Huey Newton und Bobby Seale, gründeten daraufhin Anfang 1966 die Black Panthers Party for Self-Defense, um die Ideen von Malcolm X umzusetzen. Dazu verteilten sie unter der Bevölkerung ein 10-Punkte-Programm mit den folgenden Forderungen:
1. Freiheit und Selbstbestimmung
2. Beschäftigung,
3. ein Ende der Ausbeutung,
4. menschenwürdige Wohnungen,
5. ein reformiertes Bildungssystem,
6. die Freistellung vom Militärdienst,
7. ein Ende der willkürlichen Polizeigewalt,
8. die Freilassung aller afroamerikanischen Gefangenen wegen Benachteiligung während der Verhandlungen,
9. faire Gerichtsprozesse vor afroamerikanischen Geschworenen und durch afroamerikanische Ankläger sowie
10. einen Volksentscheid unter der schwarzen Bevölkerung über deren nationales Schicksal.

Schon kurz darauf waren über 100 Mitglieder registriert. Die Gruppe brachte eine eigene Zeitschrift, The Black Panthers, Black Community News Service in einer Auflage von 5.000 Stück heraus. Dieses Organ wuchs auf bis zu 125.000 Stück an. Sie organisierte soziale Projekte, wie ein Frühstück für alle Kinder, Gesundheitsstationen, Rechtsberatung sowie in einigen Fällen den Kampf gegen Drogendealer und Zuhälter.
Einer der prominentesten Sprecher für die Black Panther Party wurde Angela Davis, die der BPP 1969 auch für kurze Zeit beitrat.

## Ausbreitung und Auflösung der Bewegung

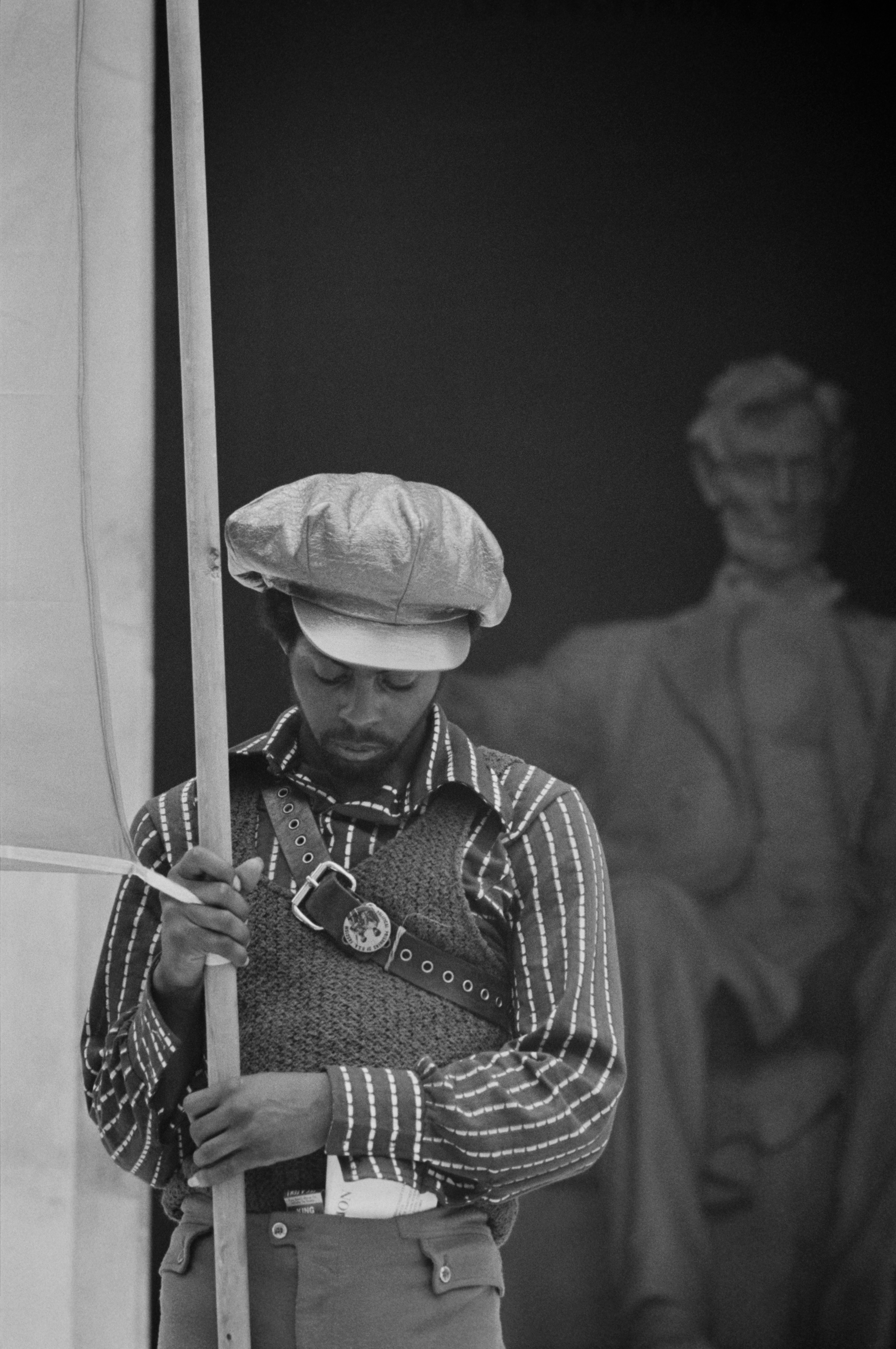
BPP-Mitglied bei einer Veranstaltung in Washington 1970

Im Oktober 1967 wurde der Mitbegründer Huey Newton von der Polizei in Oakland angeschossen und noch während der Operation massiv bedroht. Kurz darauf wurde er wegen Mordes an einem Polizisten verhaftet und angeklagt. Diese Verhaftung löste eine Protestwelle aus, an der sich auch Weiße beteiligten. Die Mitgliederzahlen wuchsen rasant an, es bildeten sich landesweit Ortsgruppen. Auch andere Minderheiten gruppierten sich, und aus dem Ausland kamen Sympathieschreiben und Gelder.
1968 wurde der Zusatz Selbstverteidigung gestrichen, weil die Panther sich nicht mehr vor der Polizei oder dem Staat verstecken mussten, der zum Gegenschlag ausholte. Das FBI (COINTELPRO-Programm) begann, Ortsgruppen zu unterwandern und einzelne Mitglieder willkürlich zu verhaften und mit gefälschten und echten Aussagen vor Gericht zu bringen. Der Chef der Behörde, J. Edgar Hoover, bezeichnete die Gruppe als größte Bedrohung der nationalen Sicherheit.
Zwei Tage nach der Ermordung Martin Luther Kings am 4. April 1968 wurde das Panthermitglied Bobby Hutton getötet. Die Verhaftungswelle rollte weiter. Auch die Waffengewalt eskalierte. Anfang 1969 wurden drei weitere Mitglieder von Agenten des FBI getötet und zwei verletzt. Im Dezember wurde der Vorsitzende der Ortsgruppe Chicago, Fred Hampton, und ein weiteres Mitglied der Black Panther getötet, drei weitere Mitglieder, darunter die schwangere Verlobte Hamptons, verletzt.
Illegale Hausdurchsuchungen und Verhaftungen wechselten mit Vergeltungsschlägen der Panthers. Polizisten und FBI-Agenten drangen in die Gesundheitsstationen ein und vernichteten Medikamente oder lösten die Frühstücksrunden auf. Allein die Verhaftungen (740) und die zu bezahlenden Kautionen (rund fünf Millionen US-Dollar) der Jahre 1968 und 1969 leerten die Kassen der Gruppierungen. Viele Aktionen mussten eingestellt werden, wie auch die meisten der Verfahren, diese allerdings zum Teil erst Jahre später. Zwischen 1967 und 1970 wurden rund 40 Mitglieder getötet und über 85 schwer verletzt. Noch heute sitzen ehemalige Black Panthers – wie Ruchell „Cinque“ Magee, der zusammen mit Angela Davis verhaftet worden war – in Gefängnissen, weil sie lebenslange Strafen erhielten.
Anfang der 70er Jahre gab es rund 100 Ortsgruppen. Durch die Manipulationen des FBI wie gefälschte Briefe mit Drohungen, Infiltration, Versorgung mit Drogen zeigten sich erste Spannungen. Huey Newton, der erst kurz zuvor aus dem Gefängnis entlassen worden war, nachdem die Anklage wegen Mordes endgültig fallengelassen werden musste, und die meisten Mitglieder des Hauptvorstandes gerieten zunehmend in Streit mit Ortsgruppen vor allem an der Ostküste. Dies führte 1971 zur Spaltung der Black Panthers in zwei Fraktionen. Eine sprach sich für legale Arbeit in den Stadtteilen, die andere für den bewaffneten Kampf aus. Zehn Jahre später trat die Bewegung nicht mehr öffentlich in Erscheinung, die Zahl der Mitglieder sank auf unter 30, und sie galt seit 1982 als aufgelöst.

## Neuere Entwicklung
Im Jahre 1989 wurde eine „New Black Panther Party“ in Dallas (Bundesstaat Texas) gegründet. Mitglieder der ursprünglichen Partei bestritten jeden Zusammenhang.
2007 wurden Francisco Torres und weitere acht Männer im Alter um die 60 in Kalifornien, New York und Florida vom FBI unter dem Verdacht festgenommen, während ihres Engagements für die Black Panthers an Banküberfällen und Überfällen auf Polizeireviere beteiligt gewesen zu sein.

## Ideologie
Die Black Panther Party war programmatisch antiimperialistisch orientiert. Während die Anführer ihre Rhetorik auf revolutionären Klassenkampf stützten und viele Ideen aus den Werken von Marx, Lenin, Fidel Castro und Mao übernahmen, zog der nationalistische Ruf der Partei widersprüchliche Personen an, sodass die Ausrichtung der Organisation nie einheitlich war und es oft zu deutlichen Differenzen zwischen Basis und Führung kam. Ein Teil der Mitglieder wanderte zur Black Liberation Army, einer radikalen Splittergruppe, ab. Die Black Panther Party übernahm antisemitische Stereotype, die in der radikalen Linken virulent waren, und griff unter anderem den Zionismus als „Kosher Nationalismus“ an, der über Goldminen in Südafrika finanziert werde, die unter tatsächlichem oder vermeintlichem jüdischen Einfluss standen.

## Namensgebung
Die Black Panther Party ist nach dem Symbol der Lowndes County Freedom Organization benannt und nicht vom Marvel-Superhelden inspiriert, der im BPP Gründungsjahr auch erstmalig erschien.
Der Name Black Panthers beeinflusste später gegründete Vereine und Bewegungen hinsichtlich ihres Namens:
- Polynesian Panthers, eine Interessenvertretung der Māori in Neuseeland
- Black Panthers, eine Protestbewegung innerhalb Israels, die sich gegen die Diskriminierung von Mizrachim richtet[9]
- White Panthers, anti-rassistische Gruppierungen in den USA und England

## Filme
- Black Panthers von Agnès Varda (1968, Black Panthers bei IMDb)
- Eldridge Cleaver, Black Panther von William Klein (1970). In Algerien gedreht
- The Murder of Fred Hampton, Mike Gray (1971)
- Black Panthers, George Case (1991)
- Panther, Mario Van Peebles (1995)
- All Power to the People – The Black Panther Party and Beyond von Lee Lew-Lee (1996)
- Public Enemy von Jens Meurer, Dokumentarfilm (1999 Public Enemy bei IMDb)
- A Huey P. Newton Story, Spike Lee (2002)
- The Black Panthers: Vanguard of the Revolution von Stanley Nelson (2015)
- Judas and the Black Messiah von Shaka King (2021)
- The Big Cigar von Don Cheadle (2024, The Big Cigar bei IMBb)